# بريتش ايروسبيس هارير البحر
الطائرة بريتش ايروسبيس هارير البحر (بالإنجليزية: British Aerospace Sea Harrier)‏ هي طائرة مقاتله نفاثة، وهجوم ارضى، واستطلاع لها القدرة على الإقلاع والهبوط العمودي (فيتول)، والإقلاع القصير والهبوط العمودي (ستوفل)، وتعمل على حاملات الطائرات. الطائرة هارير البحر هي تطوير لسابقتها هوكر سايدلي هارير. دخلت الخدمة بالبحرية الملكية عام 1980 بطرازها الأول FRS.1 وعرفت من وقتها باللقب «شآر» (Shar). وعلى عكس المعتاد ان تلعب طائرات البحرية الدور القتالي، إلا أنه كان دور هارير البحر هو الدفاع الجوي من على متن حاملات الطائرات.
خدمت الطائرة من على متن حاملات الطائرات في حرب الفوكلاند,، وحرب الخليج الثانية وفرض منطقة حظر الطيران ، والتدخل العسكري للناتو في حرب البوسنة والهرسك. عملها في حرب الفوكلاند كان له اهمه كبيرة وهو ما حقق النجاح في سجل الطائرة هارير البحر، حيث انها كان الطائرة الوحيدة ذو الجناح الثابت التي كان لها القدرة على حماية القوات البريطانية خلال المهام القتالية. فقد اسقطت 20 طائرة معادية مقابل سقوط طائرة واحدة هارير البحر بواسطة قوة ارضية من الدفاع الجوى. وقامت بأدوار قتالية مماثلة مع سلاح الجو الملكي.
سُوِقت هارير البحر للتصدير، إلا ان مع حلول عام 1983، كانت البحرية الهندية المستخدم الوحيد بجانب البحرية الملكية، بعد فشل بيعها للأرجنتين وأستراليا. حصلت البحرية الملكية على تطوير ثاني للهارير عام 1993، وهو الطراز FA2 مطورة قدراتها القتالية جو-جو وقدراتها التسليحيه، وزودت بمحرك أقوى. ظل هذا الطراز ينتج حتى عام 1998. سحبت الطائرة من الخدمة في البحرية الملكية مبكرّا في مارس 2006، واستبدلت بشقيقتها الأحدث بريتش ايروسبيس هارير الثانية، بالرغم من انه كان مخطط ان تستبدل بالمقاتلة إف-35 لايتنيغ الثانية. تخدم هارير البحر حتى الآن في البحرية الهندية ومن المخطط استبدالها هي الأخرى بالميج-29 كيه.

## الطرازات
- (الحروف F و R وS تعنى مقاتله واستكشافية، ومهاجمة 'Fighter, Reconnaissance, Strike'[7])

Sea Harrier FRS.1
Sea Harrier FRS.51
Sea Harrier F(A).2

## المستخدمون
الهند
البحرية الهندية
 المملكة المتحدة
البحرية الملكية (1978-2006)

## الثقافة العامة
مواصفات وصفات طائرات عائلة الهارير الخاصة أدت بها للظهور في عدد من الأفلام وبرامج محاكيات الطيران.

### طائرات مناظرة
- إف-35 لايتنيغ الثانية